# EADS Tracker
Pour les articles homonymes, voir DRAC.
Le Tracker  est un drone de reconnaissance conçu par EADS Defence and Communications Systems (devenu Cassidian Air Systems puis Airbus Defence and Space) en partenariat avec la société Survey Copter.

## Caractéristiques
Il s'agit d'un drone bimoteur à propulsion électrique, à fuselage bi-poutre, d'un poids de 8 kg. Il est lancé à la main, ou catapulté sur une petite rampe, et permet des reconnaissances à courte distance pour les unités de contact. Il peut voler pendant 75 minutes. Il est équipé, au choix, d'une caméra vidéo dans le spectre visible ou  vidéo infrarouge (apte à la vision nocturne). Toutes les liaisons entre le DRAC et la station  sol se font en LOS (liaison à vue radioélectrique). Un système DRAC tient dans deux sacs à dos et peut être déployé en quinze minutes. 

## Utilisateurs

### France
En janvier 2005, la Délégation générale de l'Armement acquiert 160 systèmes de drones pour le contrat Drone de renseignement au contact (DRAC). Le montant du contrat s’élève à trente millions d’euros. 
Le DRAC est en service dans l'armée de terre française. Le programme subissant des retards, 25 sont en service en octobre 2009. La France a déployé ses premiers engins, pour la première fois au Kosovo, puis en Afghanistan après l'embuscade d'Uzbin, les 18 et 19 août 2008, au cours de laquelle dix soldats français avaient été tués.
En 2016, on choisit son successeur, le programme Système de minidrones de renseignement (SMDR) est le Thales Spy'Ranger. Il entre en service en 2020.

### Autriche
En 2013, l’Autriche achète six systèmes, soit un total de 18 drones.